# Category of Whereness
Category of Whereness è il centocinquesimo album in studio del chitarrista statunitense Buckethead, pubblicato il 4 settembre 2014 dalla Hatboxghost Music.

## Descrizione
Sessantanovesimo disco appartenente alla serie "Buckethead Pikes", è stato pubblicato originariamente senza titolo in edizione limitata, numerata e autografata da Buckethead.
Il 31 marzo 2016 è stata commercializzata l'edizione standard dell'album, pubblicata per il download digitale.

## Tracce
Musiche di Buckethead.
1. Second Lowest – 7:28
2. Divide This Number – 8:50
3. Numerous Experiements – 5:14
4. Category of Whereness – 7:59

## Formazione
- Buckethead – chitarra, basso, programmazione